# Urupá
L'urupá (Ituarupá) és una llengua de la família lingüística de les llengües chapacura-wañam, parlada al SE d'Ariquemes, al Brasil, i extingida a maitjans del segle xx. El yaru (Yarú, Jarú) era una dialecte o una llengua estretament relacionada.